# Liste der Baudenkmäler in Hepberg
Auf dieser Seite sind die Baudenkmäler in der oberbayerischen Gemeinde Hepberg zusammengestellt. Diese Tabelle ist eine Teilliste der Liste der Baudenkmäler in Bayern. Grundlage ist die Bayerische Denkmalliste, die auf Basis des Bayerischen Denkmalschutzgesetzes vom 1. Oktober 1973 erstmals erstellt wurde und seither durch das Bayerische Landesamt für Denkmalpflege geführt wird. Die folgenden Angaben ersetzen nicht die rechtsverbindliche Auskunft der Denkmalschutzbehörde.
 Diese Liste gibt den Fortschreibungsstand vom 2. November 2018 wieder und umfasst sechs Baudenkmäler.

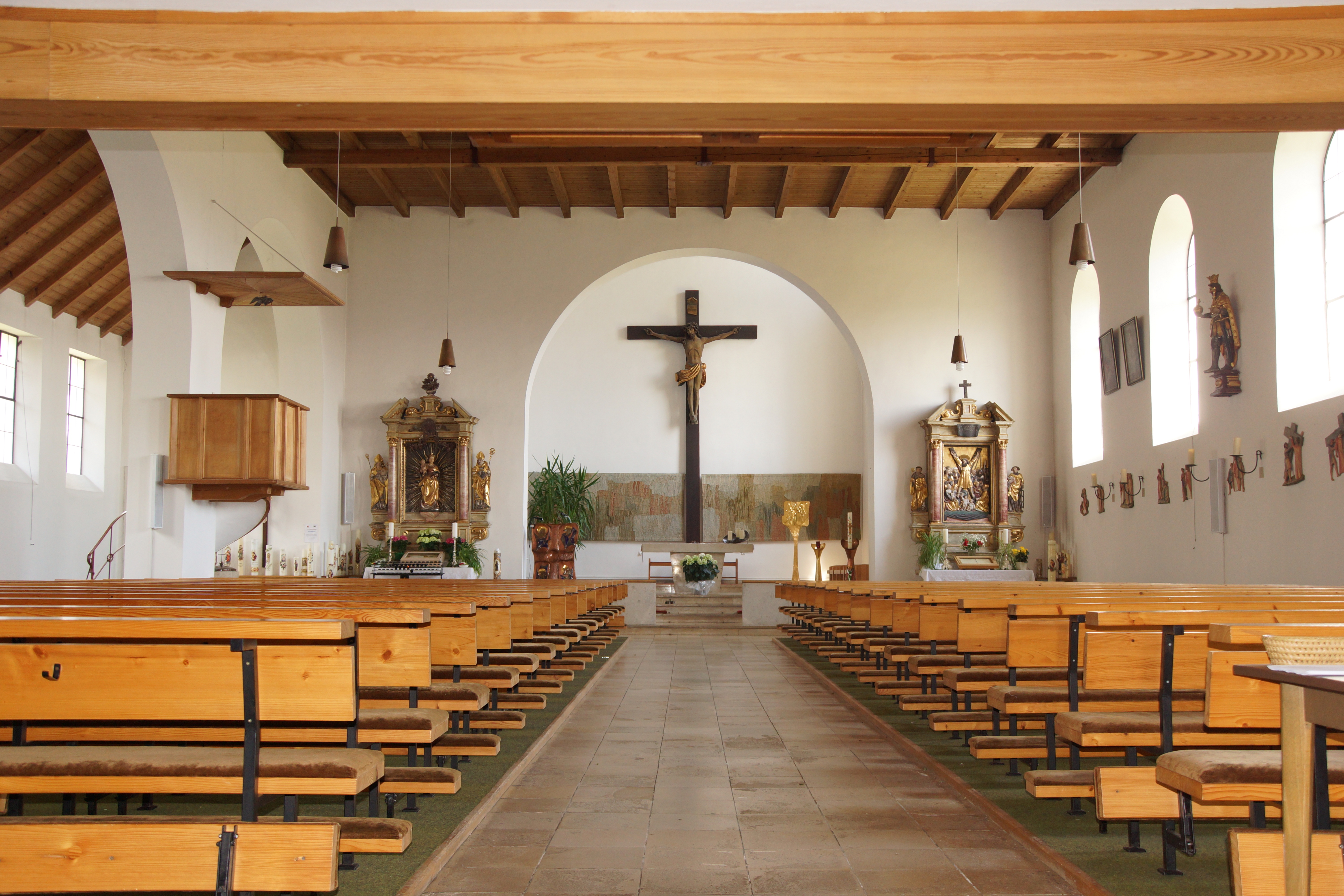
Innenraum von St. Oswald (neu) in Hepberg

## Baudenkmäler
| Lage                                                   | Objekt                                       | Beschreibung | Akten-Nr.             | Bild           |
| ------------------------------------------------------ | -------------------------------------------- | --- | --------------------- | -------------- |
| Friedhofstraße 2; Schloßgasse 3 (Standort)             | Ehemaliges Schloss, jetzt Wohn- und Gasthaus | Zweigeschossiger Hauptbau eines großen Gutshofes, mit Walmdach, 18. Jahrhundert auf spätmittelalterlicher Grundlage; große Scheune, Ostteil massiv, mit Kalkplattendach, 18. Jahrhundert, Westteil mit Walmdach, wohl Anfang 19. Jahrhundert. | D-1-76-131-2 Wikidata | BW             |
| Haselberg, an der Straße 2229 nach Stammham (Standort) | Bildstock                                    | Quaderförmiger Sockel mit Tabernakelaufsatz, Mitte 19. Jahrhundert. | D-1-76-131-7 Wikidata | BW             |
| Hauptstraße 26 (Standort)                              | Katholische Pfarrkirche St. Oswald           | Saalkirche mit Steildach, nördlich abgeschleppt, Kirchturm nordwestlich angebaut, von Friedrich Haindl, 1951; mit historischer Ausstattung.                                                                                                   | D-1-76-131-3 Wikidata | weitere Bilder |
| Hauptstraße 28 (Standort)                              | Gasthof Maierwirt                            | Zweigeschossiger Eckbau mit Steildach, Aufzugsluken, Ende 18. Jahrhundert; nordöstlich zweigeschossiger Anbau polygonal angefügt, 19. Jahrhundert.                                                                                            | D-1-76-131-4 Wikidata | BW             |
| Holzmauerweg 8 (Standort)                              | Katholische Filialkirche St. Oswald          | Saalbau mit Steildach, 13. Jahrhundert, im 16. Jahrhundert umgebaut, Chorturm über halbrund gewölbter Apsis wiederhergestellt, 1962; mit Ausstattung.                                                                                         | D-1-76-131-5 Wikidata | weitere Bilder |
| Stadelbreite, an der Straße nach Stammham (Standort)   | Gedenkstein                                  | Quaderförmiger Stein auf Sockel, mit Inschrift zur Erinnerung an die Römerstraße, um 1860. | D-1-76-131-6 Wikidata | Gedenkstein    |